# Salix xizangensis
Salix xizangensis — вид квіткових рослин із родини вербових (Salicaceae).

## Морфологічна характеристика
Це кущ до 50 см заввишки. Гілочки тьмяно-сірі чи зеленувато-коричневі; молоді гілочки волосисті, потім ± голі. Листкова ніжка 2–4 мм, запушена, рідше ворсиста; листкова пластинка довгаста чи еліптична, 20–30 × 9–11 мм, адаксіально (верх) тьмяно-зелена, іноді волосиста біля основи середньої жилки, обидва кінці тупі, рідко заокруглені, край цільний. Жіноча сережка 14–16 × 3–4 мм. Жіноча квітка: зав'язь видовжено-яйцювата, при основі волосиста.

## Середовище проживання
Ендемік Тибету. Населяє зарості на високих горах; на висотах ≈ 4000 метрів.